# قلب من ذهب (فلم)
قلب من ذهب هو فيلمٌ مصريٌ أُنتج عام 1959. وهو آخر فيلم أخرجه محمد كريم. وبعد ذلك أصبح محمد كريم عميد معهد السينما الذي تأسس في ذلك العام، وظل عميداً له أربعة أعوام.

## قصة الفيلم
في ليلة ممطرة، تصطدم نادية (مريم فخر الدين)، أثناء قيادة سيارتها، بشيءٍ غريبٍ لا تدري ما هو. تكتشف من صحف اليوم التالي أن ما صدمته لم يكن إلا سيدة متزوجة، توفيت إثر الحادث وتركت زوجها الدكتور الباطني عادل (عماد حمدي)، وطفليها.
تُصاب نادية بصدمة، وتحاول أن تكفر عن خطأها دون أن يعلم أحد بذلك، بما في ذلك جداها اللذان تعيش معهما. تطلب من الدكتور عادل أن يعالجها من صدمتها، وهو لا يعرف حقيقة أمرها. وتحاول تعويض طفليه عن حنان أمهما المتوفاة. وتقوم أيضاً بإرسال مبلغ دية القتل الخطأ سراً للدكتور عادل عن طريق البريد، وتصوم شهرين تكفيراً عن ذنبها. وتقوم أيضاً بدعم الدكتور عادل، الذي أصبح طبيباً لشركة النقل التي تعمل بها، بعد أن قام بعلاج مديرها (صلاح المصري). يرغب الدكتور عادل أن يتزوج من نادية، لكنها ترفض رغم حبها له.
في المقابل تحاول الشرطة التحقيق في الحادث الذي راحت السيدة ضحيته، فيكتشفون أنها لم تكن في الليلة الماضية عند صديقتها، كما أبلغت زوجها، ولذلك تحاول الشرطة أن تعرف أن أمضت تلك الليلة. تقوم الشرطة بالقبض على نادية، بعد أن عرفوا أنها من كانت ترسل مبلغ الدية عبر البريد، وفي قسم الشرطة يلتقي الدكتور عادل، وصديقه زكي (صبري عبد العزيز)، مع نادية، ويعرف أنها هي من صدمت زوجته. لكن زكي يعترف أن سيارة أخرى هي من صدمته زوجة د.عادل، وأن الزوجة الخائنة أمضت الليلة السابقة معه، وبذلك تُبرّأ نادية مما نسب لها.

## شخصيات الفيلم
- مريم فخر الدين في دور نادية صادق.
- عماد حمدي في دور د. عادل عبد الرازق.
- عبد الوارث عسر في دور عبد الكريم، جد نادية.
- فردوس محمد في دور جدة نادية.
- عزيزة حلمي في دور بهيجة، أخت د.عادل.
- صبري عبد العزيز في دور زكي، صديق عادل.
- سناء جميل في دور أوصاف، صديقة نادية.
- صلاح المصري في دور مدير شركة النقل.

## وصلات خارجية
- قلب من ذهب على موقع IMDb (الإنجليزية)
- قلب من ذهب على موقع قاعدة بيانات الأفلام العربية
- قلب من ذهب على موقع قاعدة بيانات الفيلم (الإنجليزية)
- قلب من ذهب على موقع ليتربوكسد (الإنجليزية)
- قلب من ذهب على موقع كينوبويسك (الروسية)
- قلب من دهب على كاروهات
- قلب من ذهب على الدهليز